# Conselho de Alimentação Escolar
Os Conselhos de Alimentação Escolar (CAE) foram criados em 1994 por meio da Lei nº. 8.913/1994, sucedida pela Lei 11.947/2009, que estabeleceu que o recurso do Programa Nacional de Alimentação Escolar (PNAE) somente fosse repassado às Entidades Executoras que tivessem CAE em funcionamento.
A Resolução CD/FNDE nº38/2009 define o CAE como órgão colegiado de caráter fiscalizador, permanente, deliberativo e de assessoramento, com o objetivo de realizar o controle social do PNAE, bem como aumenta o tempo de mandato dos conselheiros de dois para quatro anos, podendo ser reconduzidos de acordo com a indicação dos seus respectivos segmentos. O exercício do mandato de conselheiro do CAE é considerado serviço público relevante e não oferece remuneração.
Os CAE devem ser compostos por sete membros: um representante do poder Executivo, um representante do poder Legislativo, dois representantes dos professores, dois representantes de pais de alunos e um representante de outro segmento da sociedade civil.
Esses Conselhos têm o papel de fiscalizar e controlar os recursos destinados à merenda escolar, elaborar o regimento interno; zelar pela qualidade dos produtos, em todos os níveis, desde a aquisição até a distribuição, observando sempre as boas práticas higiênicas e sanitárias; e receber, analisar e remeter ao Fundo Nacional de Desenvolvimento da Educação (FNDE), com parecer conclusivo, as prestações de contas do PNAE encaminhadas pelas Entidades Executoras.
Compete também ao CAE comunicar ao FNDE, aos Tribunais de Contas, à Controladoria-Geral da União, ao Ministério Público e aos demais órgãos de controle responsáveis qualquer irregularidade identificada na execução do PNAE, fornecer informações e apresentar relatórios a respeito do acompanhamento da execução do PNAE sempre que solicitado.